# Kosančićev venac
Kosančićev venac (en serbe cyrillique : Косанчићев венац) est une rue et un quartier de Belgrade, la capitale de la Serbie. Il est situé dans la municipalité urbaine de Stari grad. En 2002, la communauté locale comptait 1 988 habitants.

## Emplacement
Le quartier de Kosančićev Venac est situé le long de la voie du même nom, à 700 m à l'ouest de Terazije qui est considéré comme le centre de Belgrade sur la crête qui constitue la fin de la région de Šumadija et qui s'étend, à Belgrade, de Terazijska Terasa à Kalemegdan.
L'artère de Kosančićev Venac, quant à elle, naît à la hauteur de la rue Pop Lukina ; elle s'oriente vers l'est, laissant sur sa droite la petite rue Srebrenička. Elle bifurque ensuite brutalement vers le nord est, laissant sur sa droite la rue Zadarska puis la rue Kralja Petra. Elle aboutit ensuite dans la rue Pariska.

## Histoire
Kosančićev venac constitue la partie la plus ancienne de Belgrade en dehors de la forteresse. La nouvelle ville serbe, en contraste avec la vieille ville ottomane, a commencé à se développer dans les années 1830 le long de la rive droite de la Save, se prolongeant jusqu'au quartier de Savamala.

## Architecture

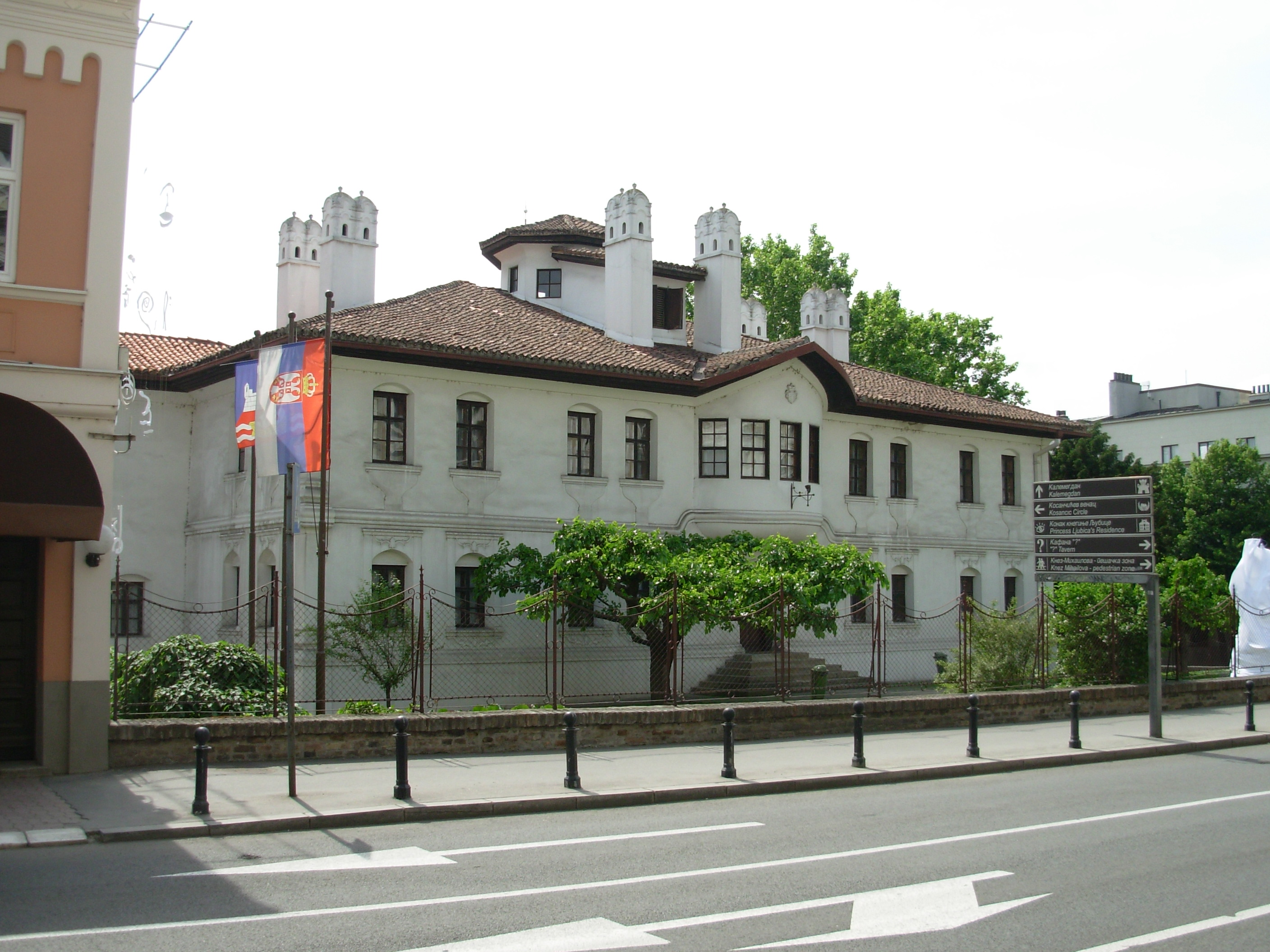
La résidence de la princesse Ljubica

Depuis 1979, le quartier de Kosančićev venac est classé dans son ensemble parmi les entités spatiales historico-culturelles de grande importance de la république de Serbie et parmi les biens culturels protégés de la ville de Belgrade. Parmi les monuments classés figure la maison de Mika Alas située 22 Kosančićev venac et construite en 1910 par l'architecte Petar Bajalović dans le style de l'Art nouveau,
Plusieurs monuments historiques sont situés dans le quartier, comme la résidence de la princesse Ljubica (8, rue Kneza Sime Markovića), construite en 1829 et 1831,.
La cathédrale Saint-Michel (3 rue Kneza Sime Markovića), construite entre 1837 et 1840 par Adam Fridrih Kverfeld dans un style classicisant, est aujourd'hui classée,. Le bâtiment du patriarcat de Belgrade (6 rue Kneza Sime Markovića), construit entre 1933 et 1935 Viktor Lukomski dans un style qui mêle le modernisme et l'architecture serbo-byzantine, est également classé,.

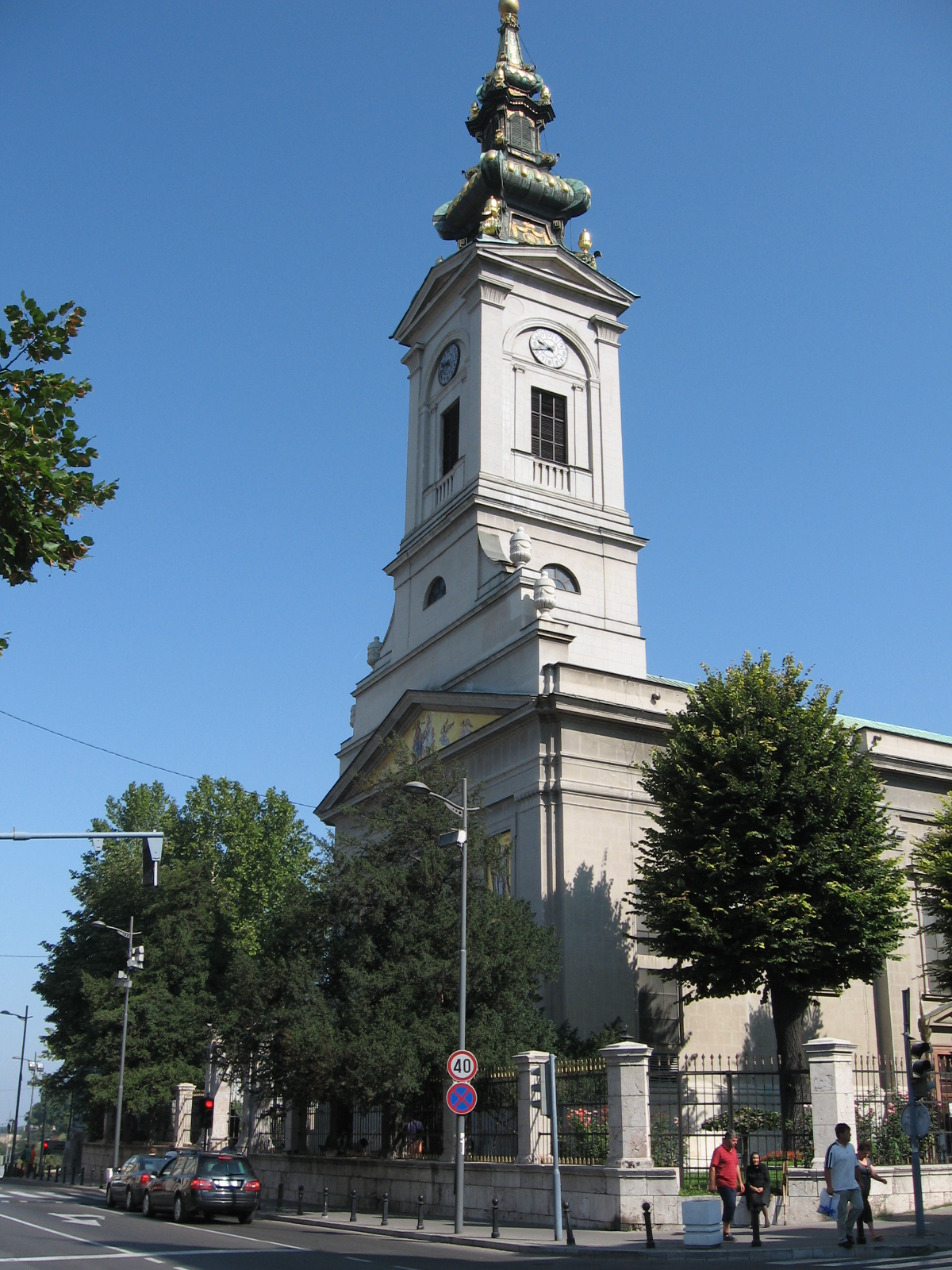
La cathédrale Saint-Michel
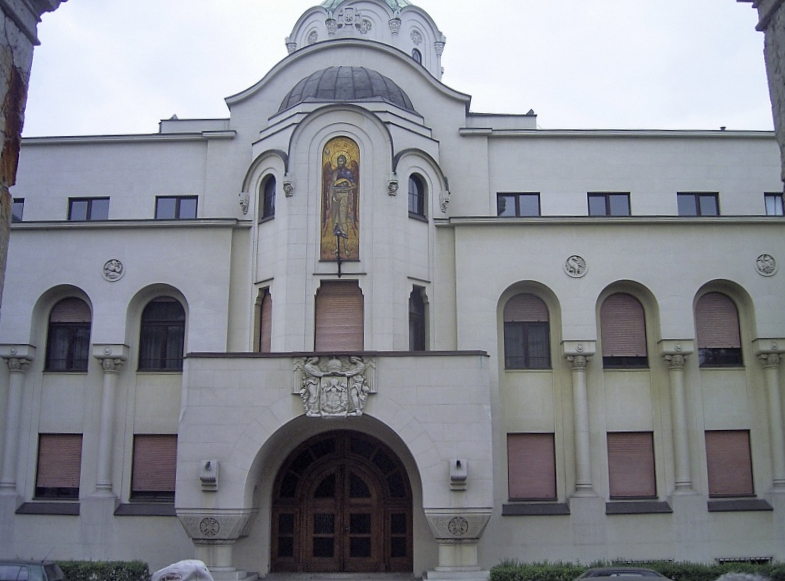
Le bâtiment du patriarcat de Belgrade
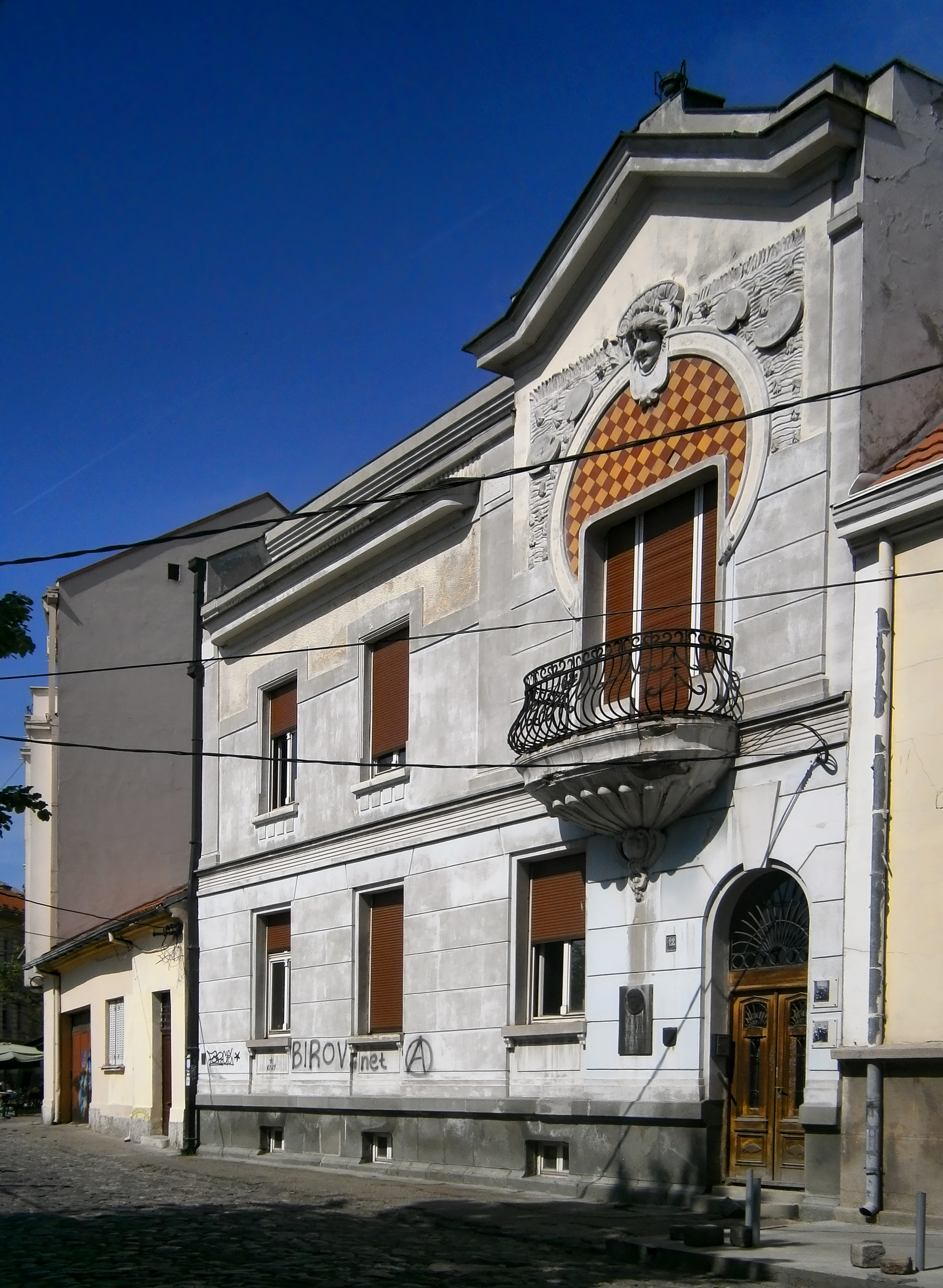
La maison de Mika Alas

## Culture
Au no 19 de la rue se trouve la Prodajna galerija. Dans la rue se trouve aussi l'ancienne bibliothèque nationale de Serbie.

## Éducation
Le rectorat de l'Université des arts de Belgrade est situé au n° 29.